# Пиуса
 Тази статия е за реката в Естония и Русия.  За селото вижте Пиуса (село).  
Пиуса (на естонски: Piusa; на руски: Пиуза) е река в Северна Европа с дължина 109 km.
Извира от езерото Плаани Кюлаярв в Югоизточна Естония, в продължение на 17 km служи за граница между Естония и Русия, а последните 14 km са в руската Псковска област и се влива в Чудско-Псковското езеро.